# Полиставрион

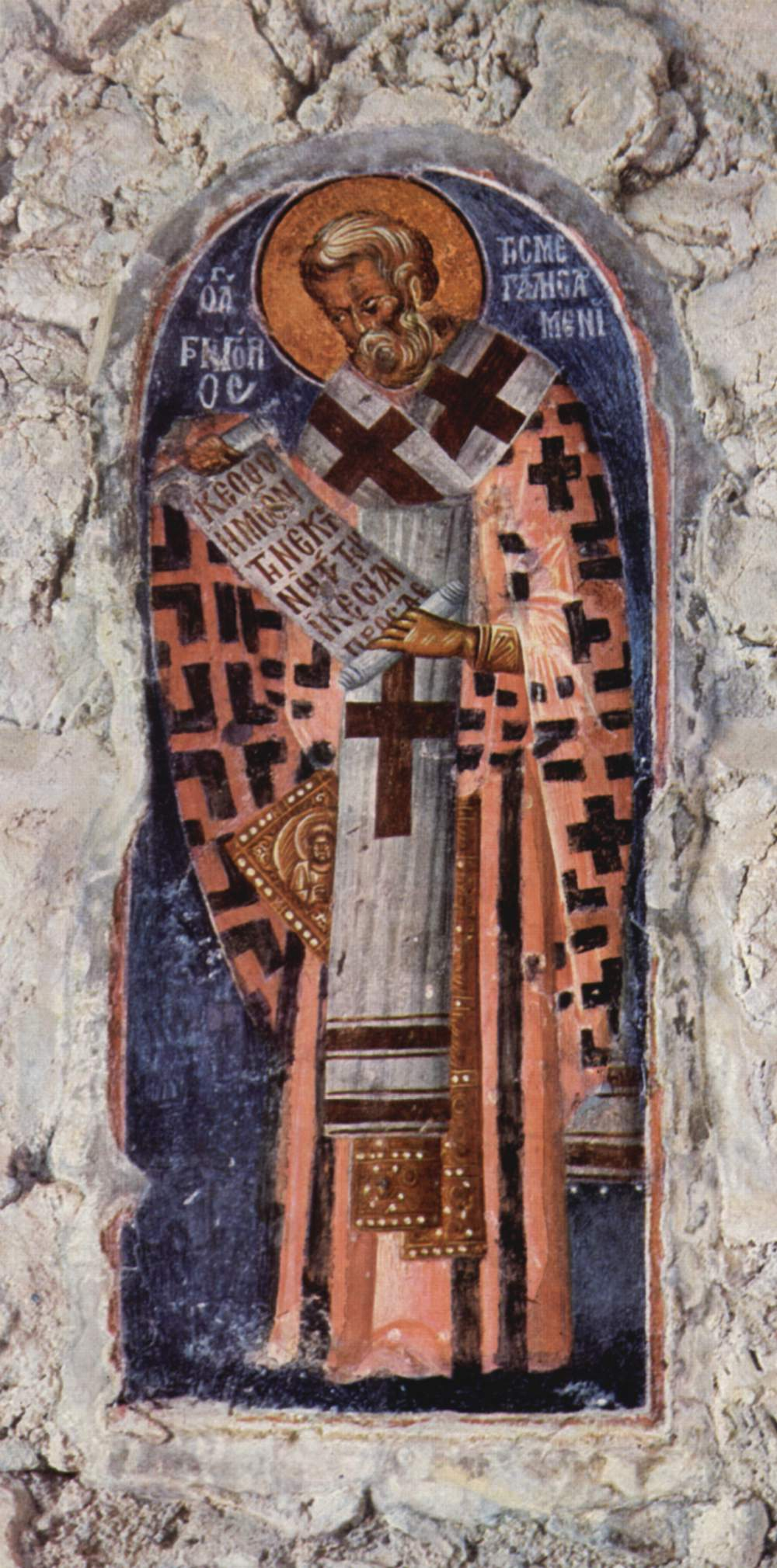

Полиста́врион, полиста́врий (греч. Πολυσταύριον: по́ли — много и ста́врос — крест; в России также: креща́тая или крестча́тая риза) — в древности богослужебное одеяние епископов, архиепископов, митрополитов и патриархов, представляющее собой фелонь со множеством нашитых на неё или вытканных на ней крестов.
В Византийской империи до XII века в полиставрион облачались преимущественно патриархи. В начале XV века полиставрион стал облачением уже всех архиереев, но с XII—XV веков постепенно у них стал заменяться саккосом.
В Русской православной церкви в полиставрион облачались исключительно высшие иерархи — всероссийские митрополиты, вплоть до митрополита Фотия (1409—1431), пока это одеяние не было заменено саккосом, и только в знак особенных заслуг полиставрионом награждались некоторые аpxиереи. Окончательно в Русской церкви полиставрион отменён в 1705 году указом царя Петра I.
Современные фелони, равно как и все другие облачения, часто шьются из крещатой ткани со множеством самых разнообразных крестов, но полиставрионами их уже не называют.